# الاسقل
الاسقل هي قرية في مقاطعة تكاب، إيران. يقدر عدد سكانها بـ 172 نسمة بحسب إحصاء 2016.